# Comesella anomala
Comesella anomala — вид грибів, що належить до монотипового роду Comesella.